# Sanctuaire Nostra Signora della Brughiera
Le sanctuaire Nostra Signora della Brughiera (en italien Santuario di Nostra Signora della Brughiera) est un sanctuaire dédié à la Vierge dans la commune de Trivero.
Avec le sanctuaire de la Brugarola (Ailoche), le sanctuaire de Banchette (Bioglio) et le sanctuaire du Mazzucco (Camandona), il est un des sanctuaires mineurs du Biellais, tous reliés et accessibles par les sentiers de CoEur - Au cœur des chemins d'Europe et du Chemin de Saint-Charles.
Situé à 800 m d'altitude, le sanctuaire a été construit où, selon la tradition, la Vierge apparut à une bergère muette, lui donnant la capacité de parler.
Le complexe est constitué de deux églises : la plus grande, centre du sanctuaire, et la plus petite et ancienne, bâti au XVIe siècle sur les ruines de l'église du XIVe siècle, où Fra Dolcino et ses compagnons campèrent.
Dans l'église la plus grande se trouvent plusieurs ex-voto et œuvres d'art: la Nativité par Gian Giacomo Barbelli, les fresques de la nef et du presbytère par Pietro Lace et la chaire en bois.
Au XVIIIe siècle on bâtit l’habitation de l'ermite et le logement pour les pèlerins.
Un sentier muletier, sur lequel se trouve un chemin de croix composé de quatorze chapelles décorées au XIXe siècle, conduit au hameau de Bulliana.

## La bataille pour le sanctuaire

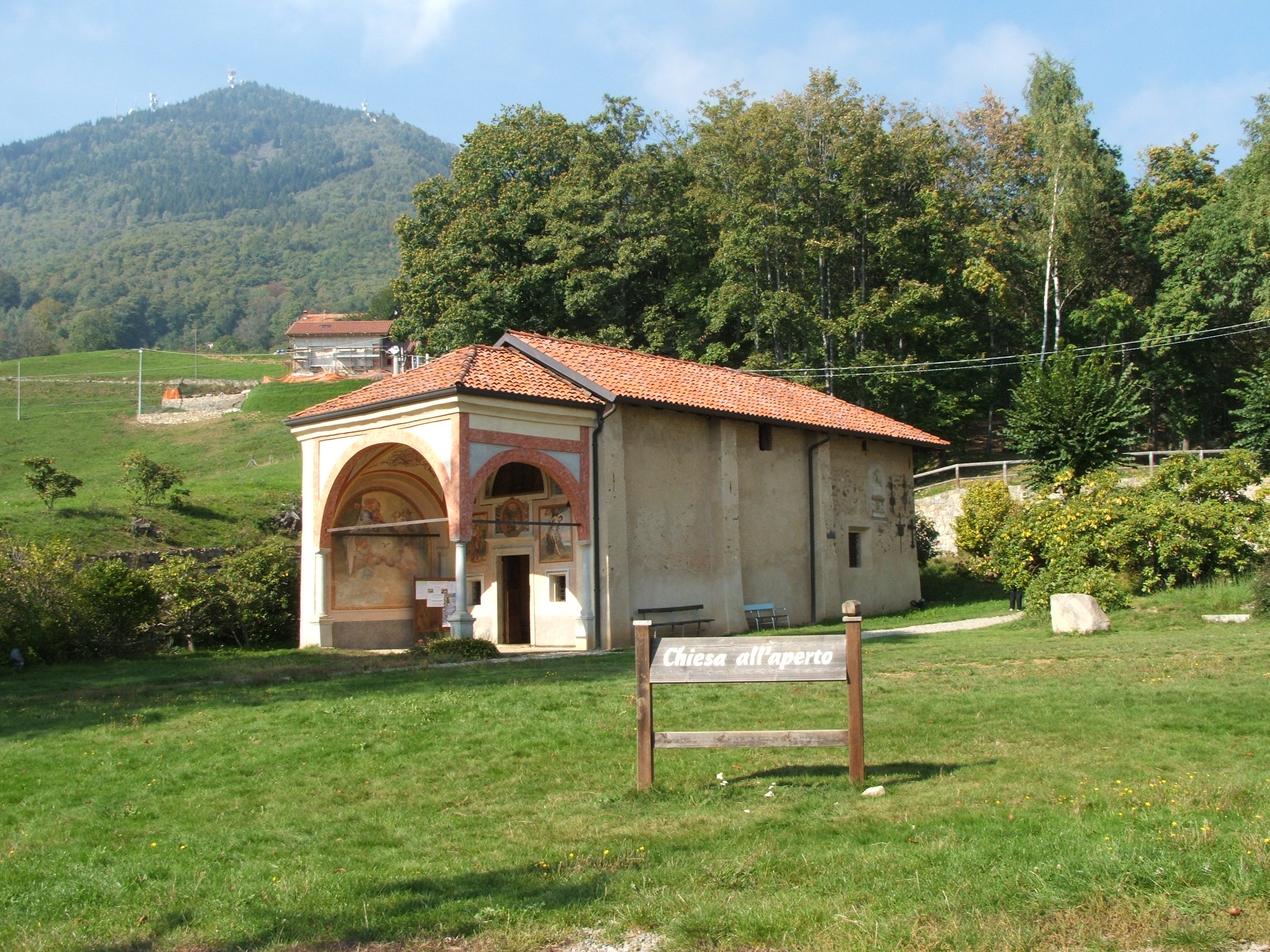
L'église ancienne

L'église est située près de la frontière entre les communes de Trivero et Mosso. Sa position frontalière stratégique engendre des risques lors des conflits successifs entre les deux pays, ainsi qu'en témoigne une peinture dans l'église moderne, accompagnée de la mention manuscrite suivante décrivant l'événement : « Le 25 mars 1643, jour de l'Annonciation, plusieurs coups de feu furent tirés sans aucune blessure, grâce au miracle de la Vierge ».